# Comuna Șalvirii Vechi, Drochia
Comuna Șalvirii Vechi este o comună din raionul Drochia, Republica Moldova. Este formată din satele Șalvirii Vechi (sat-reședință), Ceapaevca și Iliciovca.

## Demografie
Conform datelor recensământului din 2014, comuna are o populație de 732 de locuitori. La recensământul din 2004 erau 1.082 de locuitori.

## Administrație și politică
Componența Consiliului local Șalvirii Vechi (9 consilieri), ales la 5 noiembrie 2023, este următoarea:
|  | Partid                                       | Consilieri | Componență | Componență | Componență | Componență |
|  | -------------------------------------------- | ---------- | ---------- | ---------- | ---------- | ---------- |
|  | Partidul Social Democrat European            | 4          |            |            |            |            |
|  | Partidul Progresului Național                | 2          |            |            |            |            |
|  | Partidul Socialiștilor din Republica Moldova | 2          |            |            |            |            |
|  | Partidul Comuniștilor din Republica Moldova  | 1          |            |            |            |            |